# Unlock My World
Unlock My World – pierwszy album studyjny południowokoreańskiej grupy Fromis 9, wydany 5 czerwca 2023 roku przez wytwórnię Pledis Entertainment. Płytę promował singel „#menow”.

## Lista utworów
| CD  | CD                 | CD | CD                                                                                | CD                                                        | CD      |
| Nr  | Tytuł utworu       | Tekst | Kompozycja                                                                        | Aranżacja                                                 | Długość |
| --- | ------------------ | --- | --------------------------------------------------------------------------------- | --------------------------------------------------------- | ------- |
| 1.  | „Attitude”         | Seo Jung-ah                                                                                                   | C'sa, Bymore                                                                      | Bymore                                                    | 3:10    |
| 2.  | „#menow”           | Cho Su-jin | Ryan S. Jhun, Svea Kågemark, Celine Svanbäck, Jeppe London Bilsby, Stally, Pateko | Ryan S. Jhun, Jeppe London Bilsby, Stally, Pateko         | 2:49    |
| 3.  | „Wishlist”         | Park Ji-won                                                                                                   | Lee Beom-hun, Jang Han-na, Park Ji-won                                            | Lee Beom-hun                                              | 2:56    |
| 4.  | „In the Mirror”    | Danke, Lee Seu-ran, Baek Ji-heon                                                                              | Christian Fast, Johannes Willinder                                                | Johannes Willinder                                        | 3:31    |
| 5.  | „Don't Care”       | Lee Seu-ran                                                                                                   | Scott Russell Stoddart, Paulina "Pau" Cerrilla, Avenue 52                         | Scott Russell Stoddart, Paulina "Pau" Cerrilla, Avenue 52 | 3:22    |
| 6.  | „Prom Night”       | Jo Yoon-kyung, Baek Ji-heon                                                                                   | C'sa, Ish Hokhmah                                                                 | Ish Hokhmah                                               | 3:26    |
| 7.  | „Bring It On”      | Noh Joo-hwan, Moa 'Cazzi Opeia' Carlebecker                                                                   | "Hitman" Bang, Slow Rabbit, Moa 'Cazzi Opeia' Carlebecker                         | "Hitman" Bang, Slow Rabbit                                | 2:51    |
| 8.  | „What I Want”      | Danke | Justin Reinstein, Anna Timgren                                                    | Justin Reinstein                                          | 3:29    |
| 9.  | „My Night Routine” | Lee Seu-ran                                                                                                   | Park Ki-tae, Elum, Lee Seo-yeon, Lee Na-gyung                                     | Park Ki-tae                                               | 2:57    |
| 10. | „Eye Contact”      | Lee Sae-rom, Song Ha-young, Park Ji-won, Roh Ji-sun, Lee Seo-yeon, Lee Chae-young, Lee Na-gyung, Baek Ji-heon | Nmore, Shannon, Song Ha-young                                                     | Nmore                                                     | 3:30    |

## Notowania
| Lista                                 | Pozycja | Źr.   |
| ------------------------------------- | ------- | ----- |
| South Korean Albums (Circle)          | 5       | [ 2 ] |
| Japanese Albums (Oricon)              | 8       | [ 3 ] |
| Japanese Combined Albums (Oricon)     | 9       | [ 4 ] |
| Japanese Hot Albums (Billboard Japan) | 7       | [ 5 ] |

## Nagrody w programach muzycznych
| Program            | Data            | Źródło |
| ------------------ | --------------- | ------ |
| The Show (SBS MTV) | 13 czerwca 2023 | [ 6 ]  |

## Sprzedaż
| Kraj             | Sprzedaż |
| ---------------- | -------- |
| Korea Południowa | 155 324  |
| Japonia          | 10 478   |